# اس‌آی‌ال‌کیو
اس‌آی‌ال‌کیو (به انگلیسی: Silq) یک زبان برنامه‌نویسی سطح بالا جدید برای رایانش کوانتومی با سیستم نوع ایستایی قوی و پشتیبانی از عدم محاسبه امن است که در مؤسسه فناوری فدرال زوریخ توسعه یافته‌است.